# Рева, Василий Лаврентьевич
Василий Лаврентьевич Рева (1919—1981) — лейтенант Советской Армии, участник Великой Отечественной войны, Герой Советского Союза (1945).

## Биография
Василий Рева родился 28 августа 1919 года в селе Поповка (ныне — Зеньковский район Полтавской области Украины). После окончания семи классов школы и зооветеринарного техникума работал в Лохвицком райземотделе. В 1940 году Рева был призван на службу в Рабоче-крестьянскую Красную Армию. С начала Великой Отечественной войны — на её фронтах. В 1943 года окончил Саратовское танковое училище. Сражался на Западном, Центральном и 2-м Украинском фронтах. В боях был ранен.
К сентябрю 1944 года младший лейтенант Василий Рева командовал танком «Т-34» 1-го танкового батальона 3-й танковой бригады 23-го танкового корпуса 2-го Украинского фронта. Отличился во время освобождения Румынии. 12 сентября 1944 года экипаж Ревы ворвался в расположение противника в городе Меркуря-Чукулуй и принял бой. Когда их танк был подбит, Рева с товарищами продолжал сражаться врукопашную, продержавшись до подхода основных сил.
Указом Президиума Верховного Совета СССР от 24 марта 1945 года за «образцовое выполнение боевых заданий командования на фронте борьбы с немецкими захватчиками и проявленные при этом мужество и героизм» младший лейтенант Василий Рева был удостоен высокого звания Героя Советского Союза с вручением ордена Ленина и медали «Золотая Звезда» за номером 2605.
В 1946 году в звании лейтенанта Рева был уволен в запас. Проживал и работал сначала в Сумской области, затем в Сумах. Умер 19 февраля 1981 года.
Был также награждён орденом Красной Звезды и рядом медалей.